# SDN48
SDN48(에스디엔포티에이트)는 아키모토 야스시 프로듀스에 의해 2009년에 탄생한 일본의 여성 아이돌 그룹이다. 평상시는 AKB48가 공연을 실시하고 있는 아키하바라의 AKB48 극장에서 매주 토요일 22시부터 공연을 실시한다. 그룹명의 유래는 공연이 토요일 밤이기 때문에 SaturDay Night의 약칭으로부터 유래되었다. 2012년 3월 31일로서 전원 졸업해, 그룹으로서의 활동을 사실상 종료했다.

## 개요
- AKB48, SKE48, NMB48 같이 모든 악곡을 프로듀서 아키모토 야스시가 작사를 맡고 있다. AKB48와 같은 「AKS」의 운영으로 발족했다[1].
- 공연 시작이 22시부터이기 때문에 도쿄 도 청소년의 건전한 육성에 관한 조례와 공연 내용의 사정으로 18세 미만 및 모든 고교생은 로비를 포함해 공연을 감상할 수 없었다.
- 2009년 12월 이후로 오후 7시부터 진행하는 공연에 한해 18세 이상 고등학생은 관람이 가능해졌다. 극장 공연의 가격은 AKB48와 다르지 않게 연령, 남녀 구분없이 3000원으로 통일하여 받았다.
- 2012년 3월 31일에 NHK 홀에서 행해진 「SDN48 콘서트 「NEXT ENCORE」 in NHK 홀」을 기해 현행 구성원 전원이 졸업(해산)하였다. 졸업의 의미에 대해서, 아키모토 프로듀서의 말에 따르면 「꿈을 향해 날개를 펼쳤으면 좋겠다」란 염원을 담은 것이라고 하였다[2].
- 2013년 1월 27일에 개최된 「AKB48 리퀘스트 아워 세트 리스트 베스트 100」 마지막 날 공연에서 「유혹의 카터(誘惑のガーター)」가 18위로 선택된 것으로 멤버가 집결했다. 가창 후의 MC로 특별 공연을 동년 3월 31일에 AKB48 극장에서 개최하는 것을 발표했다[3].
- 결성 10주년을 맞아 2019년 8월 1일에 AKB48 극장에서 특별 공연을 개최하는 것을 발표했다[4].

## 구성원
※ 구분은 2012년 3월 31일 시점을 나타낸다.

### 1기생
굵은 글씨는 캡틴
| 이름                | 일본어 표기    | 요미가나            | 생년월일               | 현재 소속 사무소      | 비고                                                                    |
| ------------------- | -------------- | ------------------- | ---------------------- | --------------------- | ----------------------------------------------------------------------- |
| 아키타 카즈에       | 穐田和恵       | あきた かずえ       | 1985년 2월 23일(40세)  | -                     | 「新生せあらーずエンジェルとおいろけ先輩」 구성원                       |
| 이마요시 메구미     | 今吉めぐみ     | いまよし めぐみ     | 1987년 8월 13일(37세)  | N-weed                | 현재는 개인활동중                                                       |
| 우메다 하루카       | 梅田悠         | うめだ はるか       | 1988년 3월 15일(37세)  | 선 뮤직 프로덕션      | 현재는 개인활동중                                                       |
| 우라노 카즈미       | 浦野一美       | うらの かずみ       | 1985년 10월 23일(39세) | HIR                   | 현재는 개인활동중                                                       |
| 오오코치 미사       | 大河内美紗     | おおこうち みさ     | 1984년 1월 11일(41세)  | -                     | -                                                                       |
| 오오호리 메구미     | 大堀恵         | おおほり めぐみ     | 1983년 8월 25일(41세)  | 호리프로              | 현재는 개인활동중                                                       |
| 카이다 쥬리         | 甲斐田樹里     | かいだ じゅり       | 1988년 5월 19일(36세)  | -                     | -                                                                       |
| 카토 마미           | 加藤雅美       | かとう まみ         | 1987년 9월 7일(37세)   | -                     | -                                                                       |
| 코치 마사미         | 河内麻沙美     | こうち まさみ       | 1987년 4월 24일(37세)  | -                     | 주식회사 MANNIE JAPAN INC.의 홍보담당 자신의 프로듀서 SMIR NASLI를 설립 |
| 코하라 하루카       | 小原春香       | こはら はるか       | 1988년 4월 12일(36세)  | -                     | -                                                                       |
| 콘도 사야카         | 近藤さや香     | こんどう さやか     | 1984년 4월 1일(41세)   | 센트 포스             | 현재는 개인활동중                                                       |
| 사토 유카리         | 佐藤由加理     | さとう ゆかり       | 1988년 11월 22일(36세) | -                     | -                                                                       |
| 세리나              | 芹那           | せりな              | 1985년 5월 19일(39세)  | A-PLUS                | 현재는 개인활동중                                                       |
| 첸츄                | チェン・チュー | -                   | 1986년 11월 6일(38세)  | -                     | 자매 그룹 유일한 중국인                                                 |
| 테즈카 마치코       | 手束真知子     | てづか まちこ       | 1986년 2월 25일(39세)  | -                     | -                                                                       |
| 나츄                | -              | なちゅ              | 1984년 12월 23일(40세) | 와타나베 엔터테인먼트 | 본명 : 竹川奈津子                                                       |
| 니시쿠니하라 레이코 | 西国原礼子     | にしくにはら れいこ | 1977년 11월 24일(47세) | -                     | -                                                                       |
| 노로 카요           | 野呂佳代       | のろ かよ           | 1983년 10월 28일(41세) | 오오타 프로덕션       | 현재는 개인활동중                                                       |
| 하타케야마 치사키   | 畠山智妃       | はたけやま ちさき   | 1988년 11월 4일(36세)  | -                     | 현예명 : Chaki                                                          |
| 미츠이 히로미       | 三ツ井裕美     | みつい ひろみ       | 1983년 9월 19일(41세)  | -                     | 댄스 스쿨의 강사                                                        |

### 2기생
| 이름            | 일본어 표기  | 요미가나        | 생년월일               | 현재 소속 사무소    | 비고                                                                        |
| --------------- | ------------ | --------------- | ---------------------- | ------------------- | --------------------------------------------------------------------------- |
| 아이카와 유키   | 相川友希     | あいかわ ゆうき | 1984년 9월 23일(40세)  | -                   | -                                                                           |
| 아키코          | 亜希子       | あきこ          | 1989년 8월 18일(35세)  | -                   | 나츠코와 쌍둥이 (동생) 본명 : 大木亜紀子 시라베 편집부 사원 연예활동은 프리 |
| 이토 마나       | 伊東愛       | いとう まな     | 1985년 4월 23일(39세)  | 아사이 기획         | 현재는 개인활동중                                                           |
| 오오야마 아이미 | 大山愛未     | おおやま あいみ | 1989년 7월 28일(35세)  | 크리에이트 프로모션 | 현재는 개인활동중                                                           |
| 키모토 유키     | 木本夕貴     | きもと ゆうき   | 1986년 9월 9일(38세)   | SMA 엔터테인먼트    | 현재는 개인활동중/전예명 : 木本優                                           |
| KONAN           | -            | こなん          | 1985년 3월 4일(40세)   | 원에이트 프로모션   | 현재는 개인활동중 전예명 : 虎南有美                                         |
| 다카하시 유이   | たかはしゆい | たかはし ゆい   | 1985년 3월 7일(40세)   | 그로비 에어         | 현재는 개인활동중/본명 · 전예명 : 高橋由衣                                  |
| 츠다 마리나     | 津田麻莉奈   | つだ まりな     | 1987년 6월 6일(37세)   | 호리프로            | 현재는 개인활동중                                                           |
| 나츠코          | 奈津子       | なつこ          | 1989년 8월 18일(35세)  | ABP inc.            | 현재는 개인활동중/아키코와 쌍둥이 (언니) 본명 : 大木奈津子                  |
| 후쿠다 아카네   | 福田朱子     | ふくだ あかね   | 1989년 11월 16일(35세) | -                   | -                                                                           |
| 후지코소 유미   | 藤社優美     | ふじこそ ゆみ   | 1989년 7월 1일(35세)   | -                   | -                                                                           |
| 호소다 미유우   | 細田海友     | ほそだ みゆう   | 1989년 1월 23일(36세)  | -                   | -                                                                           |
| 마츠시마 루미   | 松島瑠美     | まつしま るみ   | 1986년 6월 1일(38세)   | -                   | 현재는 개인활동중 현예명 : 木川るみ                                         |

### 3기생
| 이름            | 일본어 표기 | 요미가나          | 생년월일               | 현재 소속 사무소 | 비고                                                                   |
| --------------- | ----------- | ----------------- | ---------------------- | ---------------- | ---------------------------------------------------------------------- |
| 코죠 세아라     | 光上せあら  | こうじょう せあら | 1988년 1월 10일(37세)  | -                | 본명 : 康上慧愛蘭 현 「新生せあらーずエンジェルとおいろけ先輩」 구성원 |
| 코마타니 히토미 | 駒谷仁美    | こまたに ひとみ   | 1988년 12월 16일(36세) | 선 뮤직 브레인   | 현재는 개인활동중                                                      |
| 시나하마 사에미 | 尻無浜冴美  | しなはま さえみ   | 1989년 7월 20일(35세)  | -                | -                                                                      |
| 시연            | シヨン      | -                 | 1983년 3월 11일(42세)  | -                | 자매 그룹 유일한 한국인                                                |
| 토지마 하나     | 戸島花      | とじま はな       | 1988년 7월 11일(36세)  | 드레스코드       | 현재는 개인활동중                                                      |
| miray           | -           | ミレイ            | 1983년 7월 5일(41세)   | EF RECORDS       | 현재는 개인활동중                                                      |

### 전 구성원
※ 구분은 2012년 3월 31일 시점을 나타낸다.

#### 정식 구성원
| 이름            | 일본어 표기 | 요미가나        | 생년월일              | 기수 | 졸업 시기         | 현재 소속 사무소 | 비고                                          |
| --------------- | ----------- | --------------- | --------------------- | ---- | ----------------- | ---------------- | --------------------------------------------- |
| 나카자토 아야미 | 仲里安也美  | なかざと あやみ | 1976년 7월 12일(48세) | 1기  | 2009년 12월 24일  | -                | -                                             |
| 후쿠야마 사쿠라 | 福山咲良    | ふくやま さくら | 1988년 9월 24일(36세) | 2기  | 2010년 10월 16일  | -                | 지병 악화로 인해 졸업                         |
| 이토 카나       | 伊藤花菜    | いとう かな     | 1987년 2월 5일(38세)  | 1기  | 2011년 2월 10일   | -                | 사퇴                                          |
| 니노미야 유카   | 二宮悠嘉    | にのみや ゆか   | 1989년 9월 11일(35세) | 2기  | 2011년 5월 12일   | -                | AKB48 그룹 유일한 기혼자                      |
| 타니사키 토모미 | 谷咲伴美    | たにさき ともみ | 1983년 9월 11일(41세) | 2기  | 2011년 5월 29일   | -                | 현재는 개인활동중 현예명 : 伴美 (밤비, Bambi) |
| 하야카와 사요   | 早川沙世    | はやかわ さよ   | 1983년 5월 23일(41세) | 3기  | 2011년 7월 28일자 | -                | 사퇴                                          |

#### 언더 (사퇴)
| 이름        | 일본어 표기 | 요미가나      | 생년월일               | 기수 | 졸업 시기         | 현재 소속 사무소 | 비고             |
| ----------- | ----------- | ------------- | ---------------------- | ---- | ----------------- | ---------------- | ---------------- |
| 이와타 유키 | 岩田優希    | いわた ゆうき | 1980년 12월 23일(44세) | 1기  | 2009년 9월 24일자 | -                | 지병 악화로 인해 |

### 현재 소속 사무소
※ 재적 당시에 AKS에 소속.
| 소속 사무소                                      | 소속 구성원                                   |
| ------------------------------------------------ | --------------------------------------------- |
| 오오타 프로덕션                                  | 노로 카요                                     |
| HIR                                              | 우라노 카즈미                                 |
| 호리프로                                         | 오오호리 메구미, 츠다 마리나                  |
| 와타나베 엔터테인먼트                            | 나츄                                          |
| A-PLUS                                           | 세리나                                        |
| 아사이 기획                                      | 이토 마나                                     |
| 원에이트 프로모션                                | 코난                                          |
| 아시아 비즈니스 파트너                           | 나츠코                                        |
| 선 뮤직 브레인                                   | 코마타니 히토미                               |
| 센트 포스                                        | 콘도 사야카                                   |
| SMA 엔터테인먼트                                 | 키모토 유키                                   |
| N-weed                                           | 이마요시 메구미                               |
| 드레스코드 보관됨 2012-08-20 - 웨이백 머신       | 토지마 하나 보관됨 2012-10-03 - 웨이백 머신   |
| 선 뮤직 프로덕션 보관됨 2014-10-10 - 웨이백 머신 | 우메다 하루카 보관됨 2015-08-01 - 웨이백 머신 |
| 크리에이트 프로모션                              | 오오야마 아이미                               |
| 그로비 에어 보관됨 2020-12-01 - 웨이백 머신      | 다카하시 유이 보관됨 2020-11-20 - 웨이백 머신 |
| EF RECORDS                                       | miray 보관됨 2019-11-16 - 웨이백 머신         |

### 구성원 구성 추이
우라노 카즈미, 오오호리 메구미, 코하라 하루카, 사토 유카리, 테즈카 마치코, 노로 카요의 6인 이외는 전원 오디션의 합격자.
| 일시             | 사건 | 증감                            | 인원(명)                        | 가입기                          | 가입기                          | 가입기                          | 가입기                          |
| 일시             | 사건 | 증감                            | 인원(명)                        | 1                               | 2                               | 3                               | 언더                            |
| ---------------- | --- | ------------------------------- | ------------------------------- | ------------------------------- | ------------------------------- | ------------------------------- | ------------------------------- |
| 2009년 6월       | 제1회 오디션에서 약 18명을 선출                                                                           | 제1회 오디션에서 약 18명을 선출 | 제1회 오디션에서 약 18명을 선출 | 제1회 오디션에서 약 18명을 선출 | 제1회 오디션에서 약 18명을 선출 | 제1회 오디션에서 약 18명을 선출 | 제1회 오디션에서 약 18명을 선출 |
| 2009년 7월 17일  | 오오호리 메구미, 노로 카요가 AKB48와의 겸임 발표                                                          | +2                              | 2                               | 2                               | -                               | -                               | -                               |
| 2009년 7월 19일  | 멤버로부터 언더로 격하한 1명이 사퇴                                                                       | -                               | 2                               | 2                               | -                               | -                               | -                               |
| 2009년 7월 22일  | 사토 유카리가 AKB48와의 겸임 발표                                                                         | +1                              | 3                               | 3                               | -                               | -                               | -                               |
| 2009년 7월 25일  | 우라노 카즈미가 AKB48와의 겸임 발표                                                                       | +1                              | 4                               | 4                               | -                               | -                               | -                               |
| 2009년 8월 1일   | 오디션 합격자 발표 / AKB48 극장에서 데뷔                                                                  | +17                             | 21                              | 18                              | -                               | -                               | 3                               |
| 2009년 8월 23일  | 우라노 카즈미, 오오호리 메구미, 사토 유카리, 노로 카요가 SDN48로의 이적 발표                              | -                               | 21                              | 18                              | -                               | -                               | 3                               |
| 2009년 9월 22일  | 코하라 하루카가 AKB48와의 겸임 발표                                                                       | +1                              | 22                              | 18                              | -                               | -                               | 4                               |
| 2009년 9월 24일  | 언더 이와타 유키 사퇴                                                                                     | -1                              | 21                              | 18                              | -                               | -                               | 3                               |
| 2009년 12월 1일  | 테즈카 마치코(예명 : 마에다 에이코)가 SKE48에서 이적                                                      | +1                              | 22                              | 18                              | -                               | -                               | 4                               |
| 2009년 12월 24일 | 1기생 나카자토 아야미 졸업                                                                                | -1                              | 21                              | 17                              | -                               | -                               | 4                               |
| 2010년 2월 21일  | 오오호리 메구미, 노로 카요 AKB48를 졸업으로 완전 이적                                                     | -                               | 21                              | 17                              | -                               | -                               | 4                               |
| 2010년 3월 25일  | 요코하마 아레나에서 2기생 피로연                                                                          | +16                             | 37                              | 17                              | 16                              | -                               | 4                               |
| 2010년 4월 16일  | 우라노 카즈미, 코하라 하루카 AKB48를 졸업으로 완전 이적                                                   | -                               | 37                              | 17                              | 16                              | -                               | 4                               |
| 2010년 5월 15일  | 2기생 극장 데뷔 / 2기생 공연 개시 / 언더 카이다 쥬리, 코하라 하루카, 테즈카 마치코, 나츄 정식 멤버로 승격 | -                               | 37                              | 21                              | 16                              | -                               | -                               |
| 2010년 5월 27일  | 사토 유카리 AKB48를 졸업으로 완전 이적                                                                    | -                               | 37                              | 21                              | 16                              | -                               | -                               |
| 2010년 10월 16일 | 2기생 후쿠야마 사쿠라 졸업                                                                                | -1                              | 36                              | 21                              | 15                              | -                               | -                               |
| 2011년 2월 10일  | 1기생 이토 카나 사퇴                                                                                      | -1                              | 35                              | 20                              | 15                              | -                               | -                               |
| 2011년 5월 12일  | 2기생 니노미야 유카 졸업                                                                                  | -1                              | 34                              | 20                              | 14                              | -                               | -                               |
| 2011년 5월 27일  | 도쿄 돔 시티 홀에서 3기생 피로연                                                                          | +7                              | 41                              | 20                              | 14                              | 7                               | -                               |
| 2011년 5월 29일  | 2기생 타니사키 토모미 졸업                                                                                | -1                              | 40                              | 20                              | 13                              | 7                               | -                               |
| 2011년 7월 9일   | 3기생 극장 데뷔 / 3기생 공연 개시                                                                         | -                               | 40                              | 20                              | 13                              | 7                               | -                               |
| 2011년 7월 28일  | 3기생 하야카와 사요 사퇴                                                                                  | -1                              | 39                              | 20                              | 13                              | 6                               | -                               |
| 2012년 3월 31일  | 멤버 전원 졸업으로 사실상의 해산                                                                          | -39                             | 0                               | 0                               | 0                               | 0                               | -                               |

## 디스코그래피

### 싱글
| 순서 | 타이틀                                                                                    | 의미                                      | 발매일           | 최고순위 |
| ---- | ----------------------------------------------------------------------------------------- | ----------------------------------------- | ---------------- | -------- |
| 1    | GAGAGA                                                                                    | 가가가                                    | 2010년 11월 24일 | 3        |
| 2    | 愛、チュセヨ 아이, 쥬세요[*]                                                              | 사랑, 주세요                              | 2011년 4월 6일   | 3        |
| 3    | MIN・MIN・MIN                                                                             | 민・민・민                                | 2011년 8월 17일  | 3        |
| 4    | 口説きながら麻布十番 duet with みの もんた 쿠도키나가라 아자부쥬반 듀엣 위츠 미노 몬타[*] | 설득하면서 아자부쥬반 duet with 미노 몬타 | 2011년 12월 28일 | 3        |
| 5    | 負け惜しみコングラチュレーション 마케오시미 콩그라츄레숀[*]                               | 억지스러운 콩그레츄레이션                 | 2012년 3월 7일   | 2        |

### 앨범

#### 베스트 앨범
| 순서 | 타이틀      | 의미          | 발매일          | 최고순위 |
| ---- | ----------- | ------------- | --------------- | -------- |
| 1    | NEXT ENCORE | 넥스트 앙코르 | 2012년 3월 14일 | 1        |

#### 극장 공연
| 순서 | 타이틀                                             | 의미        | 발매일          |
| ---- | -------------------------------------------------- | ----------- | --------------- |
| 1    | SDN48 1st Stage「誘惑のガーター」 유호쿠노 카터[*] | 유혹의 카터 | 2012년 3월 28일 |

### 영상 작품

#### SDN48+10!
| 순서 | 타이틀             | 의미               | 발매일         |
| ---- | ------------------ | ------------------ | -------------- |
| 1    | SDN48+10! Volume.1 | SDN48+10! Volume.1 | 2011년 6월 2일 |
| 2    | SDN48+10! Volume.1 | SDN48+10! Volume.2 | 2011년 7월 2일 |
| 3    | SDN48+10! Volume.1 | SDN48+10! Volume.3 | 2011년 8월 2일 |

#### SDN 스타일
| 순서 | 타이틀                     | 의미                  | 발매일           |
| ---- | -------------------------- | --------------------- | ---------------- |
| 1    | SDNイジリー Vol.1          | SDN 스타일 Vol.1      | 2011년 7월 16일  |
| 2    | SDNイジリー Vol.2          | SDN 스타일 Vol.2      | 2011년 8월 31일  |
| 3    | SDNイジリー Vol.3          | SDN 스타일 Vol.3      | 2011년 10월 22일 |
| 4    | SDNイジリー Vol.4          | SDN 스타일 Vol.4      | 2011년 11월 19일 |
| 5    | SDNイジリー Vol.5          | SDN 스타일 Vol.5      | 2011년 12월 3일  |
| 6    | SDNイジリー Vol.6          | SDN 스타일 Vol.6      | 2012년 1월 7일   |
| 7    | SDNイジリー コンプリート版 | SDN 스타일 컴플리트판 | 2012년 2월 21일  |
| 8    | SDNイジリー 特別版         | SDN 스타일 특별판     | 2012년 2월 28일  |

#### 극장 공연
| 순서 | 타이틀                                             | 의미        | 발매일          |
| ---- | -------------------------------------------------- | ----------- | --------------- |
| 1    | SDN48 1st Stage「誘惑のガーター」 유호쿠노 카터[*] | 유혹의 카터 | 2012년 3월 28일 |

#### 콘서트
| 순서 | 타이틀            | 의미              | 발매일          |
| ---- | ----------------- | ----------------- | --------------- |
| 1    | SDN48 NEXT ENCORE | SDN48 NEXT ENCORE | 2012년 6월 16일 |

## 공연

### AKB48 극장에서의 공연
1. 유혹의 카터(誘惑のガーター) : 2009년 8월 1일 - 2012년 3월 28일 (1기생) / 2010년 5월 15일 - 2012년 3월 27일 (2기생) / 2011년 7월 9일 - 2012년 3월 27일 (3기생)

#### 재회 공연
1. 유혹의 카터(誘惑のガーター) 스페셜 공연[7] : 2013년 3월 31일
2. SDN48 결성 10년 기념 「유혹의 카터(誘惑のガーター)」 특별 공연[4] : 2019년 8월 1일

### 콘서트
- AKB104 선발 멤버 내각 조성축제 제1공연 : 2009년 8월 22일, 일본 무도관
- AKB48 리퀘스트 아워 세트 리스트 베스트 100 2010 with 아메이바피그 : 2010년 1월 21일 · 24일, SHIBUYA-AX
- AKB48 만석 축제 희망 찬반양론 : 2010년 3월 24일 · 25일, 요코하마 아레나
- AKB48 콘서트 「써프라이즈는 없습니다」 제3공연 : 2010년 7월 11일, 요요기 제일 체육관
- Visit Zoo 캠페인 응원 프로젝트 AKB48 도쿄 가을축제 supported by NTT 피라라 : 2010년 10월 9일 · 10일, 카사이 임해공원
- AKB48 리퀘스트 아워 세트 리스트 베스트 100 2011 : 2011년 1월 20일 - 23일, SHIBUYA-AX
- 놓친 자네들에게 ~AKB48 그룹 전 공연~ : 2011년 5월 24일 - 6월 12일, 도쿄 돔 시티 홀

27일 SDN 1st 「유혹의 카터(誘惑のガーター)」공연
(우라노 · 오오호리 · 코하라 · 사토 · 노로는 일부의 AKB48 공연에도 출연)
- AKB48 콘서트야 사~갈거야∼! in 세이부 돔 : 2011년 7월 22일 - 24일(22일, 23일만), 세이부 돔
- AKB48 리퀘스트 아워 세트 리스트 베스트 100 2012 : 2012년 1월 22일, 도쿄 돔 시티 홀 - 3위 「고독의 러너(孤独なランナー)」, 출연 멤버 : 전원
- 업무 연락。부탁할거야, 카타야마 부장! in 사이타마 슈퍼 아레나 : 2012년 3월 23일 - 25일(23일만), 사이타마 슈퍼 아레나
- SDN48 콘서트 「NEXT ENCORE」 in NHK 홀 : 2012년 3월 31일, NHK 홀 - SDN의 첫 번째이자 마지막의 단독 콘서트

졸업 후
- 「놓친 자네들에게 2」 ~AKB48 그룹 전 공연~ : 2012년 5월 3일 - 24일, 도쿄 돔 시티 홀

15일 SDN 1st 「유혹의 카터(誘惑のガーター)」공연
- AKB48 리퀘스트 아워 세트 리스트 베스트 100 2013 : 2013년 1월 27일, 도쿄 돔 시티 홀 - 18위 「고독의 러너(孤独なランナー)」, 출연 멤버 : 26명
- 「놓친 자네들에게」 ~AKB48 그룹 전 공연~ : 2013년 5월 2일 - 24일, 도쿄 돔 시티 홀

25일 SDN 1st 「유혹의 카터(誘惑のガーター)」공연

## 오디션

### 공통 모집요항
- 응모 자격 : 20세 이상의 여성(연령 제한 없음)으로 SDN48 구성원으로서 활동할 수 있는 분(프로, 아마추어 막론하고).
- 1차 심사 : 서류 전형
- 2차 심사 : 면접
- 최종 심사：댄스, 가창력 심사
  - 자매 유닛으로부터의 이적자는 면제.

### SDN48(Saturday Night 48) 오디션
- 매주 토요일 22시부터 AKB48 극장에서 행하여지는 공연에 출연하는 구성원을 결정하는 오디션. 합격 후 극장 데뷔, CD 데뷔, 프로그램 출연을 예정.
- 1차 심사 (약 600명 통과) (2009년 5월 31일) : 서류 전형
- 2차 심사 (96명 통과) (2009년 6월 7일) : 면접
- 최종 심사 (27명 임시 합격) (2009년 6월 14일) : 댄스, 가창력 심사
- 합격자 : 아키타 카즈에, 이토 카나, 이마요시 메구미, 이와타 유키, 우메다 하루카, 오오코치 미사, 카이다 쥬리, 카토 마미, 코치 마사미, 콘도 사야카, 세리나, 첸츄, 나카자토 아야미, 나츄, 니시쿠니하라 레이코, 하타케야마 치사키, 미츠이 히로미
  - 합격자 17명(그 중 언더 3명)[8]은 레슨을 받고, 8월 1일에 첫 날을 맞이했다.
- 주된 불합격자 : 호소다 미유우 (2기생, 공연 첫 날 MC에서)

### SDN48 2기생 오디션
- 1차 심사 (약 105명 통과) : 서류 전형
- 2차 심사 (96명 통과) (2010년 1월 31일) : 면접
- 최종 심사 (27명 임시 합격) (2010년 2월 7일) : 댄스, 가창력 심사
- 합격자 : 아이카와 유키, 오오야마 아이미, 아키코, 이토 마나, 오오야마 아이미, 키모토 유키, KONAN, 다카하시 유이, 타니사키 토모미, 츠다 마리나, 나츠코, 니노미야 유카, 후쿠다 아카네, 후쿠야마 사쿠라, 후지코소 유미, 호소다 미유우, 마츠시마 루미
  - 합격자 16명은 레슨을 받고, 5월 15일에 첫 날을 맞이했다.
- 주된 불합격자 : 코죠 세아라 (3기생)

### SDN48 3기생 오디션
- 1차 심사 : 서류 전형
- 2차 심사 (2011년 4월 2일) : 면접
- 최종 심사 (2011년 4월 9일) : 댄스, 가창력 심사
- 합격자 : 코죠 세아라, 코마타니 히토미, 시나하마 사에미, 시연, 토지마 하나, 하야카와 사요, miray
- 주된 불합격자 : 나카가와 토모미

## 같이 보기
일본 자매 그룹
- AKB48
- SKE48
- NMB48
- HKT48
- NGT48
- STU48

일본 해외 자매 그룹
- JKT48
- BNK48
- MNL48
- AKB48 Team SH
- AKB48 Team TP
- SGO48
- CGM48
- DEL48
- MUB48
- KLP48